# 고규창
고규창(高圭倉, 1964년 ~ 2023년 10월 29일)은 대한민국의 정치인이다.

## 개요
대한민국의 전직 공무원으로 행정안전부 차관을 끝으로 공직에서 퇴임하였다.

## 학력
- 청주고등학교 (졸업)
- 서울대학교 사회과학대학 (사회복지학 / 학사)
- 서울대학교 대학원 (행정학 / 석사)
- 경희대학교 대학원 (행정학 / 박사)

## 생애
1964년 충청북도 청주시에서 태어나 청주고등학교, 서울대학교 사회과학대학 사회복지학과를 졸업하였다.
서울대학교 졸업 이후인 1989년 제33회 행정고시에 합격하여 공직에 입문하여 주로 행정안전부에서 근무하였다.
행안부 공무원으로 주로 재직하며 대통령비서실 의전행정관, 행정안전부 제도총괄과장, 지식경제공무원교육원장, 충북도청 기획관리실장, 국민대통합위원회 기획정책국장, 안전행정부 자치제도정책관, 행정자치부 지방행정정책관을 지냈다.
2016년 6월 관리관(1급, 고공단 가급)으로 승진하여 충청북도 행정부지사로 영전하여 2018년 7월까지 부지사로 재임하였다.
이후 행안부로 복귀하여 지방재정경제실장, 기획조정실장을 거쳐 문재인 정부에서 행정안전부 차관으로 취임하였다.
2022년 5월, 행안부 차관을 끝으로 공직을 떠났고 9월에 유엔거버넌스센터 원장으로 선임되었다.
췌장암 투병 끝에 2023년 10월 29일 오전 6시경 별세하였다.